# Alasmidonta robusta
Alasmidonta robusta – gatunek wymarłego małża z rodziny skójkowatych (Unionidae). Jego epitet gatunkowy oznacza "mocna, silna".

## Występowanie
Występował w wodach słodkich USA (Karolina Północna i Karolina Południowa).

## Status ochrony
Gatunek ten znany był jedynie z osobników typowych. W 1988 IUCN uznała, że jest zagrożony wyginięciem (endangered), a w 1994 został uznany za gatunek wymarły (extinct). W 1996 okazało się, że jeszcze istnieje i zaliczono go do krytycznie zagrożonych (critically endangered). Późniejsze dane potwierdziły, że wymarł.